# Love on Toast
Love on Toast este un film american de comedie din 1937 regizat de Ewald André Dupont. A fost cel de-al patrulea film al lui John Payne.

## Distribuție
- Stella Adler ca Linda Craven
- John Payne ca Bill Adams
- Grant Richards - Clark Sanford
- Kathryn Kane ca Polly Marr
- Benny Baker ca Egbert
- Isabell Jewell ca Belle Huntley
- Luis Alberni ca Joe Piso

## Vezi și
- Listă de filme americane din 1937

Format:Ewald André Dupont